# Yannick Lodders
Yannick Lodders (Wilrijk, 3 juni 1990) is een Belgische voetballer die als centrale verdediger voor Ik Dien FC speelt.

## Carrière
Zijn eerste voetbalstappen zette hij bij SV Aartselaar. Nadien werd hij als negenjarige jeugdspeler weggeplukt door Germinal Beerschot Antwerpen waar hij tot de U16 verbleef. Op zestienjarige leeftijd verruilde hij Germinal Beerschot Antwerpen voor RSC Anderlecht. Hij speelde 1 seizoen bij de U17 om vervolgens doorgeschoven te worden naar de U21/Beloften. Daar speelde hij tot zijn 20 jaar. Op twintigjarige leeftijd koos hij voor een avontuur bij het Nederlandse RBC Roosendaal waar hij een profcontract tekende voor één seizoen met een optie. RBC Roosendaal werd aan het eind van dat seizoen failliet verklaard waardoor hij voor de Luxemburgse landskampioen F91 Dudelange koos. Door omstandigheden keerde hij terug naar België, namelijk naar KSV Bornem. Daar verbleef hij twee seizoenen. Hij verruilde in 2014 KSV Bornem voor Rupel Boom FC. Op 2 oktober 2021 debuteerde hij voor Amber G tegen Katastroof. Na 2 seizoen Amber G besloot hij om richting het Edegemse Ik Dien FC te gaan. 

### Statistieken
| seizoen | club                    | land      | competitie                 | wed. | goals |
| ------- | ----------------------- | --------- | -------------------------- | ---- | ----- |
| 2010/11 | RBC Roosendaal          | Nederland | Eerste Divisie             | 1    | 0     |
| 2011/12 | F91 Dudelange           | Luxemburg | BGL Ligue                  | 11   | 0     |
| 2012/13 | KSV Bornem              | België    | Derde klasse               | 28   | 0     |
| 2013/14 | KSV Bornem              | België    | Derde klasse               | 27   | 0     |
| 2014/15 | Rupel Boom FC           | België    | Derde klasse               | 32   | 2     |
| 2015/16 | Rupel Boom FC           | België    | Derde klasse               | 29   | 0     |
| 2016/17 | Rupel Boom FC           | België    | Tweede klasse amateurs     | 29   | 0     |
| 2017/18 | Rupel Boom FC           | België    | Tweede klasse amateurs     | 32   | 3     |
| 2018/19 | KSV Bornem              | België    | Derde klasse amateurs      | 28   | 1     |
| 2019/20 | KSC Grimbergen          | België    | Eerste Provinciale Brabant | 20   | 0     |
| 2019/20 | KFC Vigor Wuitens Hamme | België    | Tweede klasse amateurs     | 5    | 0     |
|         |                         |           | Totaal                     | 242  | 6     |

bijgewerkt tot 11 januari 2020